# Nova Help-Alfabeto
La Nova Help-Alfabeto (NHA) è un sistema di scrittura per la lingua ausiliaria internazionale esperanto. Riceve il suo nome da Jon Walter Yung (1937-1991), il quale dedicò gran parte della sua vita allo studio dell'ortografia.
Parte della soluzione originaria proposta da Yung consiste nelle seguenti sostituzioni:
- ks -> x, lì dove le due lettere fanno parte della stessa sillaba: dextra, dekses;
- kz -> xz: exzemplo;
- kv -> qu: aquo.

Queste sostituzioni sono state successivamente abbandonate dai membri delle società AEIOU e TRENHA.
Oggi la Nova Help-Alfabeto, ancora poco diffusa, è utilizzata al posto della Fundamenta Help-Alfabeto, la soluzione proposta dallo stesso Zamenhof.
- La Nova Help-Alfabeto:
  - ĉ -> ch
  - ĝ -> j
  - ĥ -> kh
  - j -> y
  - ĵ -> zh
  - ŝ -> sh
  - ŭa -> wa
  - ŭe -> we
  - ŭo -> wo
  - aŭ -> au
  - eŭ -> eu
  - oŭ -> ou

| La Nova Help-Alfabeto: confronto |    |    |    |   |    |    |    |    |    |    |
| NHA                              | Ch | J  | Kh | Y | Zh | Sh | Wa | Au | Eu | Ou |
| FHA                              | Ch | Gh | Hh | J | Jh | Sh | Ua | Au | Eu | Ou |
| FA                               | Ĉ  | Ĝ  | Ĥ  | J | Ĵ  | Ŝ  | Ŭa | Aŭ | Eŭ | Oŭ |

## Alcune soluzioni
L'alfabeto dell'esperanto include 6 caratteri con segni diacritici (ĉ ĝ ĥ ĵ ŝ ŭ) spesso impossibili da rappresentare. Per questa ragione, specialmente in Internet, sono stati adottati sistemi di scrittura che fanno uso delle sole 26 lettere dell'alfabeto latino. Attualmente se ne contano più di 10, eccone alcuni:
- La Fundamenta Help-Alfabeto (vedi la tabella "La Nova Help-Alfabeto: confronto", seconda riga).

- Il sistema delle x (Iksa sistemo):
  - ĉ -> cx
  - ĝ -> gx
  - ĥ -> hx
  - ĵ -> jx
  - ŝ -> sx
  - ŭ -> ux

Questo sistema è attualmente il più diffuso in Internet. È particolarmente comodo da usare in caso si voglia convertire un testo in FA, o viceversa (sistema già adottato nel Babilejo del portale Ĝangalo Archiviato il 2 aprile 2016 in Internet Archive.).
Esempio: gxi sxangxigxas.
- Il sistema degli accenti (Supersigna sistemo):
  - ĉ -> c^
  - ĝ -> g^
  - ĥ -> h^
  - ĵ -> j^
  - ŝ -> s^
  - ŭ -> u~/u^

Esempio: s^i c^eh^ig^u j^au~de.
- Altri sistemi: Pola sistemo, Rusa sistemo, Rusa-Angla sistemo, Angla sistemo, Ĉina sistemo, Fonetika sistemo, Duobla sistemo, ecc.

### FHA (sistema di Zamenhof), sistema delle x e degli accenti
- L'assenza di un unico sistema di scrittura contribuisce a creare confusione e a dare una brutta immagine dell'esperanto.
- Nessuno di questi sistemi risponde alle esigenze dell'Ortografia Internazionale.

## Internazionalità della Nova Help-Alfabeto
La NHA non esclude le risoluzioni per l'Ortografia Internazionale (IO):
- Raccomandazioni dell'ONU per i nomi geografici (ONU). Esempio: TOKYO - JAKARTA.
- Usata dall'ISO nella costruzione di enormi liste di autori in tutto il mondo e di titoli da ogni lingua.
- Pinyin (1958) riconosciuta come internazionale dall'ONU nel 1978 e 1979.
- L'applicazione dell'Ortografia Internazionale al Hiragana e Katakana impone il sistema Hepburn (ヘボン式).
- L'applicazione dell'Ortografia Internazionale all'Esperanto impone la Nova Help-Alfabeto: Hepburn < NHA < IO.

Gli attuali più diffusi sistemi di scrittura dell'Esperanto (FA, FHA, Iksa sistemo) sottraggono alla maggior parte delle persone del mondo la possibilità di indovinare intuitivamente la pronuncia di una parola scritta in Esperanto.
Sh, Ch, Y, J e W appartengono alla Ortografia Internazionale, ovvero sono i grafemi a cui convergono le traslitterazioni di molte grandi lingue:
- Kh: Arabo (khamsin), Russo (Kharkov);
- Zh: Persiano e lingue del Centro Europa;
- Sh, Ch, Y, J, W: Giapponese (watashi, chijou, yagate). Riconoscibili in tutto il mondo.

## Esempi di testi scritti in NHA e FHA
La feino (dal Fundamento de Esperanto.15):
- [...] Shi devigis shin manji en la kuireyo kay laboradi senchese. Inter aliay aferoy tiu chi malfelicha infano devis du foyoyn en chiu tago iri cherpi akvon en tre malproksima loko kay alporti domen plenan grandan kruchon.
- [...] Shi devigis shin manghi en la kuirejo kaj laboradi senchese. Inter aliaj aferoj tiu chi malfelicha infano devis du fojojn en chiu tago iri cherpi akvon en tre malproksima loko kaj alporti domen plenan grandan kruchon

(dal Fundamento de Esperanto.10):
- El chiuy siay fratoy Antono estas la malpley saja.
- El chiuj siaj fratoj Antono estas la malplej sagha.